# You and Me and the Cottage of Lost Play
You and Me and the Cottage of Lost Play (Quenya Mar Vanwa Tyaliéva; deutsch: ‚Du und ich und die Hütte des vergessenen Spiels‘) ist ein Gedicht des Schriftstellers und Philologen J. R. R. Tolkien, das er nach eigenen Angaben am 23. und 24. April 1915 in Oxford verfasste. Der Originaltitel wurde später zu The Cottage of Lost Play (‚Die Hütte des vergessenen Spiels‘) und schließlich zu The Little House of Lost Play. Mar Vanwa Tyaliéva (‚Das kleine Haus des vergessenen Spiels‘) verändert.

## Etymologie
Der Titel Mar Vanwa Tyaliéva entstammt der Elbensprache Quenya und setzt sich wie folgt zusammen:
| Quenya  | Englisch                                                                           | Deutsch                                                                           |
| ------- | ---------------------------------------------------------------------------------- | --------------------------------------------------------------------------------- |
| Mar[da] | house, dwelling, residence, mansion, a thing or place dwelt in, home               | Behausung, Haus, Heimstatt, Siedlungsplatz                                        |
| vanwa   | gone, lost, departed, vanished, past, over, no longer to be had, passed away, dead | gegangen, vergangen, verloren, verschwunden, vorüber, unerreichbar, verstorben    |
| tyalië  | play, game, sport, mirth                                                           | Spiel, Kinderspiel, spielerischer Wettstreit (Sport), Heiterkeit, Unbeschwertheit |

## Hintergrund
Das Gedicht steht im Zusammenhang mit dem „Cottage of the Children“ (‚Hütte der Kinder‘), zu dem der Reisende Eriol (auch Ælfwine aus England genannt) kam, als er die Einsame Insel (Tol Eressea) besuchte. Die Abschrift dieser Erzählung erfolgte im Februar 1917 durch Edith Tolkien. Die Erzählung und das Gedicht bilden den Beginn der mehrbändigen Reihe zur Geschichte Mittelerdes und wurden von Christopher Tolkien im ersten Band der History of Middle-earth (Buch der verschollenen Geschichten) im Kapitel (I. Die Hütte des vergessenen Spiels) veröffentlicht. Als Eriol die Stadt erblickte dachte er bei sich:

„Die Stunde der Rast ist gekommen, und obwohl ich nicht den Namen dieser Stadt kenne, die mir auf dem Hügel so freundlich erscheint, so will ich doch dort Ruhe und Herberge suchen […] Mich dünkt, der Hauch vieler alter Geheimnisse liegt über ihr, wunderbarer und prächtiger Dinge, die sie in ihren Schatzkammern, in edlen Plätzen birgt und in den Herzen derer, die in ihren Mauern wohnen.“

In der Hütte, in der er schließlich einkehrt, leben Lindo und Vairë, die Stadt heißt Kortirion. Es ist ein Ort, der von Elben angelegt wurde, an dem sie leben und ihre verbannten Verwandten aufnehmen, die gern nach Valinor zurückkehren wollten oder solche die nie in Aman waren. Nach hier konnten zunächst auch jene gelangen, die zu den „Kindern der Väter der Menschenväter“ gezählt wurden und die im Schlaf der „Olóre Malle“ folgten, dem Pfad der Träume. Die Hütte ist ein Platz an dem Freude und Fröhlichkeit herrschen, beim Schein des Feuers werden hier den Kindern und ebenso dem Wanderer aus der Ferne, die uralten Geschichten der Entstehung von Mittelerde, der Ankunft der Valar und dem Erwachen der Elben sowie ihre Legenden und Erlebnisse in Beleriand oder dem Untergang von Númenor erzählt.
Christopher Tolkien merkt an, dass der Titel des Gedichtes verwirrend sei, da es eher die „Hütte der Kinder“ oder die „Hütte des Spiels des Schlafs“ in Valinor beschreibt, die sich nahe der Stadt Kôr befand und die nach den Worten von Vairë nicht mit der „Hütte des vergessenen Spiels“ in Kortirion identisch sei. Zu der Stadt Kortirion gibt es ebenfalls ein Gedicht mit dem Titel englisch Kortirion among the Trees ‚Kortirion unter den Bäumen‘ im selben Kapitel des Buches.

## Inhalt
Das Gedicht trug neben dem Originaltitel You and Me / and the Cottage of Lost Play den altenglischen Titel Þæt húsincel ǣrran gammenes, den Tolkien in Mar Vanwa Tyaliéva geändert hatte. Es scheint bei den Kindern in diesem Gedicht um Tolkien und seine Frau Edith zu gehen, zumindest wird es von John Garth als ein Liebesgedicht Tolkiens an Edith interpretiert. Einige Zeilen weisen Ähnlichkeiten mit dem Gedicht Daisy von Francis Thompson auf. Es war in der ersten Fassung in 65 Zeilen und in der späteren Version in 62 Zeilen untergliedert. Insbesondere die Schlusspassage wurde mehrfach umgeschrieben.
| Es begann in der ersten Fassung mit den Worten: | |
| You and me – we know that land And often have been there In the long old days, old nursery days, A dark child and a fair. Was it down the paths of firelight dreams In winter cold and white, Or in the blue-spun twilit hours Of little early tucked-up beds In drowsy summer night, That You and I got lost in Sleep And met each other there – Your dark hair on your white nightgown, And mine was tangled fair? | Du und ich – wir kennen das Land, Dort, wo wir oft gewesen sind, In den uralten Tagen, den Kindertagen, Ein dunkleres und ein hellblondes Kind. War es auf dem Pfad der Träume im Feuerschein, Im Winter kalt und tief verschneit, Oder im blauen Zwielicht in flauschigen Betten, In lauwarmer Sommernachtszeit, Dass du und ich uns im Schlaf verloren, Um uns dort zueinander zu stellen – Dein schwarzes Haar auf dem weißen Gewand, und meines in hellblonden Wellen? |

Die endgültige ist im Anschluss an die erste Fassung abgedruckt. Es ist jeweils der englische Originaltext mit einer deutschen Übersetzung und zusätzlichen Anmerkungen durch Christopher Tolkien vorhanden. Die beiden Kinder in dem Gedicht sind synonym zu John Ronald Reuel Tolkien und Edith Bratt, die er seit 1908 kannte, wobei Tolkien für das blonde und Edith für das schwarzhaarige Kind steht.
Das Gedicht handelt von Kinderträumen, es war eine frühe Konzeption, die Tolkien später gänzlich aufgab. Sie steht im Zusammenhang zu der Zeitreisegeschichte The Lost Road, die ebenfalls auf einer Reise im Traumzustand aufbaut und einen verlorengegangenen Weg beschreibt zu einem anderen, eigentlich unerreichbaren Ort zu gelangen. In dem Gedicht sind es zwei Kinder, die gemeinsam in eine Art Fantasiereich kommen, es ist warm, sie wandern am Strand, gehen unbedarft, voller Neugierde und ohne Furcht in dieser Welt umher, bis plötzlich vor ihnen dieses kleine Haus des Spiels auftaucht.
| There was neither night nor day, An ever-eve of gloaming light, When first there glimmered into sight The Little House of Play. | Die Luft war weder Nacht noch Tag Ein Immerabend in dämmrigem Licht, Als erstmals kam funkelnd in unsere Sicht Das kleine Haus des Spiels. |

Dort entdecken sie all ihre Lieblingsblumen, es duftet lieblich, einladend und die kleine windschiefe Hütte erscheint ihnen zugleich neu und uralt. Dort sehen sie andere Kinder vertieft in Geschichten und Spiele. Sie hörten sie in allen Sprachen reden, sie waren weiß gekleidet, so wie die zwei Kinder. Es ist die Heile Welt, wie sie nur Kinder im Spiel erleben können. Dann aber eines Tages endet die Kindheit, die Fähigkeit so zu träumen. Im Gedicht hieß es ursprünglich: Wie konnte es geschehen, dass ein Morgen kam, der in blaugrauem Lichte uns von dort entführte, so dass wir nun niemals mehr zu der kleinen Hütte mit den Gärten im Licht zurückfinden. Wie sehr wir auch suchten, wohin wir auch gingen, den gewundenen Pfad zwischen Himmel und Erde, der dorthin führte wo alles noch ist, was jemals war, wir können ihn nicht mehr betreten.
Das entsprach der „Olóre Malle“, dem Pfad der Träume, der bei der Verhüllung Valinors durch den Vala Lórien angelegt worden war und der Anfangs einen Weg für die Menschen öffnen sollte, die keinen Zugang nach dort hatten. Diese frühe Konzeption weist Ähnlichkeiten zur Traumzeit auf.

## Rezeption
Das Gedicht wurde unter anderem von dem britischen Musiker und Sänger Colin John Rudd vertont, der weitere Gedichte Tolkiens musikalisch interpretiert hat. Er schrieb über seine Umsetzung: “Tolkien’s childhood, the source of all his wonder is spelt out in this evocative, heartfelt insight into the great man himself.” (deutsch: „Tolkiens Kindheit, die Quelle all seiner Wunder, wird in dieser suggestiven, tief empfundenen Einsicht in den großen Mann selbst dargelegt.“)
Der Text des Gedichts wurde von der Band Summoning in dem Lied Over Old Hills auf dem Album Dol Guldur verwendet.